# 紗羅マリー
紗羅マリー（さらまりー、Saramary、1986年12月12日 - ）は日本の女性ファッションモデル、歌手。レプロエンタテインメント所属。『ニコラ』『PS』『ViVi』など著名なファッション雑誌で活動している。モデル活動で得た知名度を生かし、テレビ出演なども行っている。2010年に歌手デビューをした。

## 生い立ち
1986年、愛知県名古屋市に生まれる。アメリカ人の父と日本人の母を持つハーフ。英語は話すことができない。

## 人物
趣味は絵画、音楽鑑賞。特技はネイルアート、服や小物のリメイク。
スペースシャワーTVの音楽番組「SPACE SHOWER MUSIC UPDATE FRIDAY」で共演したTOKYO No.1 SOUL SETの渡辺俊美と交流があり、彼らのアルバム『全て光』でコラボ相手に選ばれてORIGINAL LOVEの「接吻」をカバーした。
好きなアーティストは、邦楽では美空ひばり、加藤和彦、研ナオコ、Cocco、椎名林檎、渡辺俊美のTHE ZOOT16、洋楽ではザ・クラッシュ、MANO NEGRA、エイミー・ワインハウスなど多種多様。
2013年8月18日、ファッションデザイナーの山本海人と結婚。2014年7月1日、第1子となる男児を出産。

## 芸能活動
母親が雑誌に掲載されていたレプロのモデルオーディションの広告を発見し、応募。社長に声をかけられたのがきっかけで、事務所に入所した。

### モデル
過去にローティーン向けファッション雑誌『ニコラ』などに出演。2005年11月号から『ViVi』の専属モデルとして活動している。

### 歌手
2010年3月18日に各メディアで同年4月に歌手デビューすることが発表された。デビュー作のジャケット撮影で訪れたスペインのバルセロナにあるライブハウス「Razzmataz」で初めてのライブを行い、新曲3曲を披露した。この際、ファッションモデル兼DJのニーニョ・フィクソと共演した。
同年4月7日、Jeff Miyaharaとの共作であるシングル「Cherry／Gossip」で歌手デビューを果たす。紗羅は自身の人生のキーパーソンとなったアメリカ合衆国の歌手P!NKの様な歌手になりたいと述べている。

## 出演

### 舞台
- ミュージカル『RENT』（2017年7月 - 8月、シアタークリエ） - モーリーン 役[12]

### CM
- 花王「ラビナス」
- 近鉄パッセ
- 新宿アルタ
- メイション「スマ婚」
- OPA「Oh! Bargain」

### 映画
- ニワトリ★スター（2018年3月17日、かなた狼監督） - 知花月海 役
  - ニワトリ☆フェニックス（2022年春公開、かなた狼監督） - 知花月海 役
- 花と雨（2020年1月17日、土屋貴史監督）

### テレビ
- 地球のしゃべり方（TBS、2010年10月 - ）
- BAZOOKA!!!(BSスカパー!)

### テレビドラマ
- RoOT / ルート（2024年4月3日 - 6月5日、テレビ東京） - 赤道 役[13][14]

### ラジオ
- COLORFUL BEAT（ZIP-FM）
- RADIO DRAGON（TOKYO FM）

### 雑誌
- nicola（新潮社）
- ViVi（講談社）
- CUTiE（宝島社）
- 装苑（文化出版局）
- Zipper（祥伝社）
- non-no（集英社）
- JILLE（ラウンドハウス）
- an・an（マガジンハウス）
- Olive（マガジンハウス）
- SEDA（風賛社）
- KERA（インデックスマガジンズ）
- PS（小学館）
- ストリートジャック（KKベストセラーズ）
- mini（宝島社）
- HDP（講談社）
- VITA（KKベストセラーズ）
- mina（主婦の友社）

### ショー
- 東京ガールズコレクション
- EARTH MUSIC & ECOLOGY
- CANDY STRIPPER
- Do! Family
- KOSUKE TSUMURA 「Niyabru」
- 宝島社合同ファッションショー（台湾）
- La FORET COLLECTION NIIGATA
- 関西コレクション[15]

### その他
- 『Ravijour Style Book』（2010年4月23日発売） 共／岩堀せり、エリーローズ、里見茜、ほか[16]

## ディスコグラフィ

### シングル
| 枚  | 発売日         | タイトル                     |
| --- | -------------- | ---------------------------- |
| 1st | 2010年4月7日   | Cherry／Gossip               |
| 2nd | 2010年7月7日   | Mirror Mirror feat. COMA-CHI |
| 3rd | 2012年7月11日  | HONEY                        |
| 4th | 2012年10月10日 | ROCK'N'ROLL IS HERE TO STAY  |

### アルバム
| 枚  | 発売日        | タイトル   |
| --- | ------------- | ---------- |
| 1st | 2010年8月25日 | MY NAME IS |
| 2nd | 2013年1月30日 | BLUE/RED   |

### 配信限定
| 枚  | 発売日        | タイトル                              |
| --- | ------------- | ------------------------------------- |
| 1st | 2011年9月28日 | SOMEBODY TO LOVE 〜ひとりじゃないよ〜 |
| 2nd | 2012年4月4日  | 一期一会                              |

### 参加作品
- SEAMO『5♥WOMEN』（2010年12月15日）
  - m-1「クリスマス大作戦 feat. 紗羅マリー」
- TOKYO No.1 SOUL SET『全て光』（2011年2月9日）
  - m-3「接吻」 ※TOKYO No.1 SOUL SET + 紗羅マリー
- K.J.『K.J. with...』（2010年3月2日）
  - m-3「キライになれない with 紗羅マリー」
- SPICY CHOCOLATE『東京RAGGA LOVERS 2』（2011年4月13日）
  - (DISC-1) m-2「ハートフル フレンド feat. Miss Monday & 紗羅マリー」
- Miss Monday『&U』（2011年7月13日）
  - m-3「ハートフル フレンド feat. 紗羅マリー」

### タイアップ
| 曲名                         | タイアップ                                                   |
| Cherry                       | 日本テレビ系「音楽戦士 MUSIC FIGHTER」3月度POWER PLAY        |
| Cherry                       | CBC「なるほどプレゼンター!花咲かタイムズ」エンディングテーマ |
| Cherry                       | ABCマート「HAWKINS SPORT」CMソング                           |
| Cherry                       | OPA CMソング                                                 |
| Gossip                       | 近鉄パッセ CMソング                                          |
| Mirror Mirror feat. COMA-CHI | P&G「パンテーン」CMソング                                    |
| Hot Tequila                  | 近鉄パッセ CMソング                                          |
| Calling                      | メイション「スマ婚」CMソング                                 |
| ROCK'N'ROLL IS HERE TO STAY  | TAP-i by 毎日新聞 + スポニチ CMソング                        |